# Lazaret
Lazaret er et midlertidigt hospital.  Et lazaret var ofte for sårede soldater (feltlazaret, felthospital) eller besætninge på skibe (epidemilazaret), ramt af pest.
| Sygdom | Spire Denne artikel om sygdom er en spire som bør udbygges. Du er velkommen til at hjælpe Wikipedia ved at udvide den. |